# Landresse
Landresse település Franciaországban, Doubs megyében. Lakosainak száma 238 fő (2022. január 1.). Landresse Ouvans, Sancey, Vellerot-lès-Vercel, Villers-la-Combe, Germéfontaine és Laviron községekkel határos.

## Népesség
A település népességének változása:
| Lakosok száma | 216  | 143  | 144  | 187  | 231  | 232  | 233  | 232  | 232  | 238  |
|               | 1968 | 1982 | 1990 | 2006 | 2013 | 2015 | 2017 | 2019 | 2020 | 2022 |